# Cuéntame una historia original
«Cuéntame una historia original» es una canción del grupo chileno Los Prisioneros que aparece en el álbum Corazones (1990). 
Con un coro que recuerda a Pet Shop Boys, es una canción altamente autobiográfica, según lo ha reconocido Jorge González. Se menciona la comuna de San Miguel, donde se formaron Los Prisioneros. También hace referencia a la canción «Amiga mía».

## Canción
Canción que deja de lado los sentimientos o problemas sociales para dar una queja a aquellos que aseguran sufrir como nadie y por eso saber tanto sobre la vida sin tener idea de que son los más ingenuos.

## Versiones
Jorge González en solitario grabó una versión demo, que incluyó en Jorge González Demos 2 | 1983-1991. Edición del sencillo que dura 3:28, 21 segundos menos que la versión original.
- Datos: Q5795164